# District de Šmarna Gora
Le district de Šmarna Gora est l’un des 17 districts de la municipalité de Ljubljana.